# Виллер (Мозель)
Виллер (фр. Viller) — коммуна на северо-востоке Франции, регион Гранд-Эст (бывший Эльзас — Шампань — Арденны — Лотарингия), департамент Мозель. Относится к кантону Гротенкен.

## Географическое положение
Виллер расположен в 320 км к востоку от Парижа и в 38 км к востоку от Меца.

## История
- Поселение исторической провинции Лотарингия, сеньората Моранж.
- Принадлежал знатному лотарингскому дому де Гурси.
- В 1811—1835 годы Бустроф входил в состав коммуны Виллер.

## Демография
По переписи 2011 года в коммуне проживало 190 человек.

## Достопримечательности
- Следы галло-романской культуры, римская дорога, статуэтка Аполлона.
- Церковь Сен-Жак (1717), реконструирована в 1950 году.
- Часовня Нотр-Дам-де-Дулёр (1734).